# Nonea monticola
Nonea monticola är en strävbladig växtart som först beskrevs av Karl Heinz Rechinger, och fick sitt nu gällande namn av Selvi och Bigazzi. Nonea monticola ingår i släktet nonneor, och familjen strävbladiga växter. Inga underarter finns listade i Catalogue of Life.

## Bildgalleri

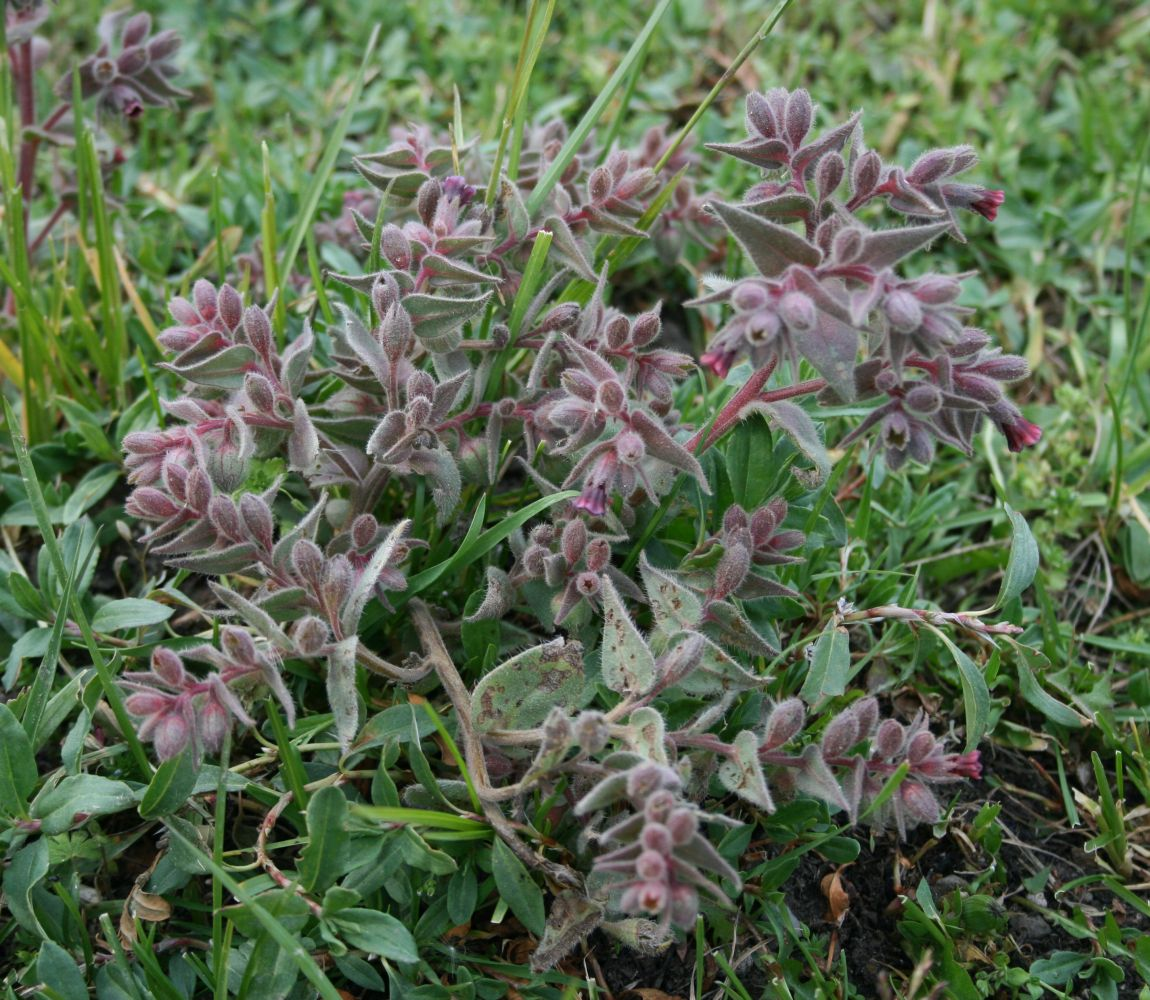
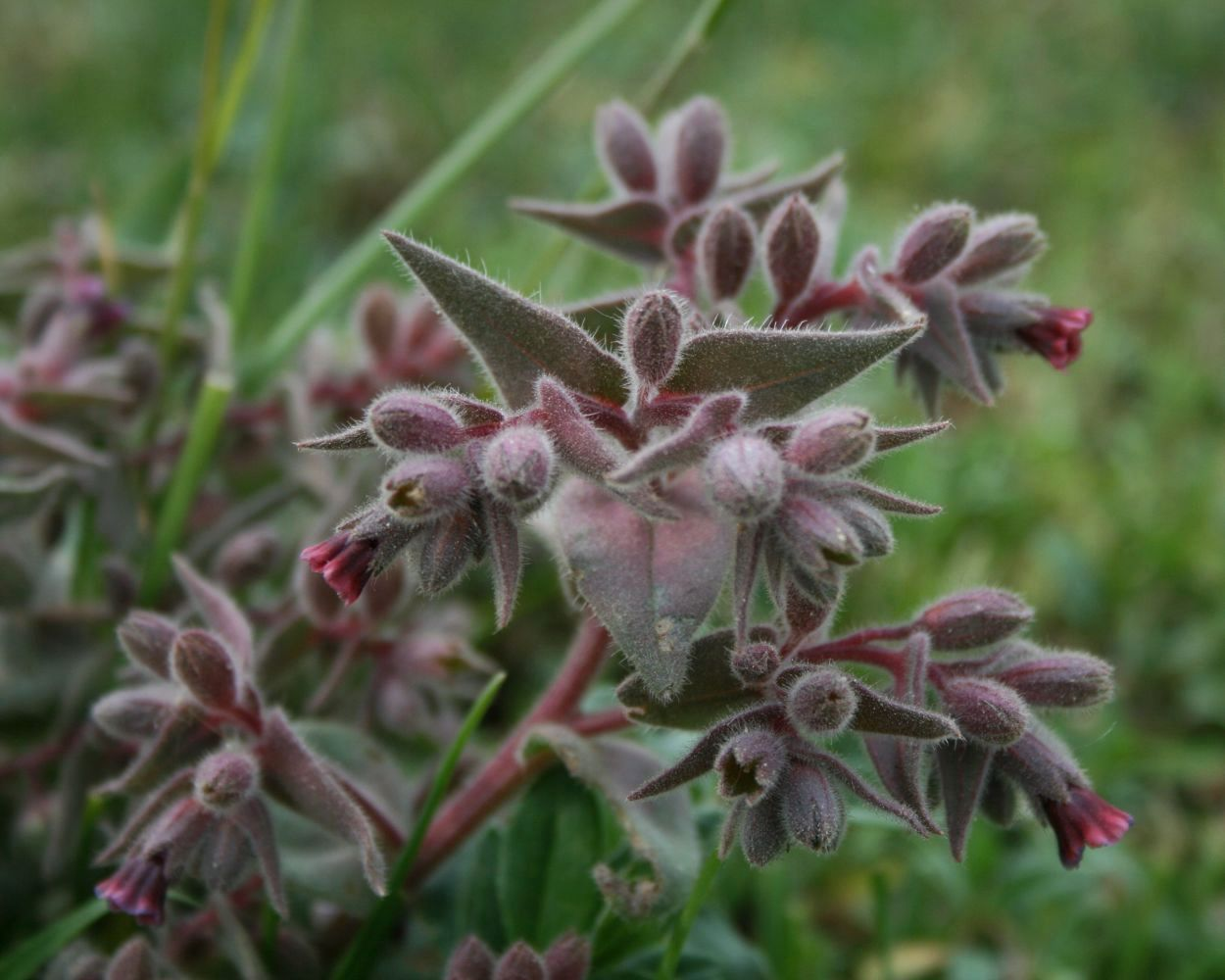